# Le Mée
Pour les articles homonymes, voir Mée (homonymie) et Le Mée (homonymie).
Le Mée est une ancienne commune française située dans le département d'Eure-et-Loir en région Centre-Val de Loire. Depuis le 1er janvier 2017, Le Mée est intégrée à la commune nouvelle de Cloyes-les-Trois-Rivières.

## Géographie

### Situation

Situation géographique
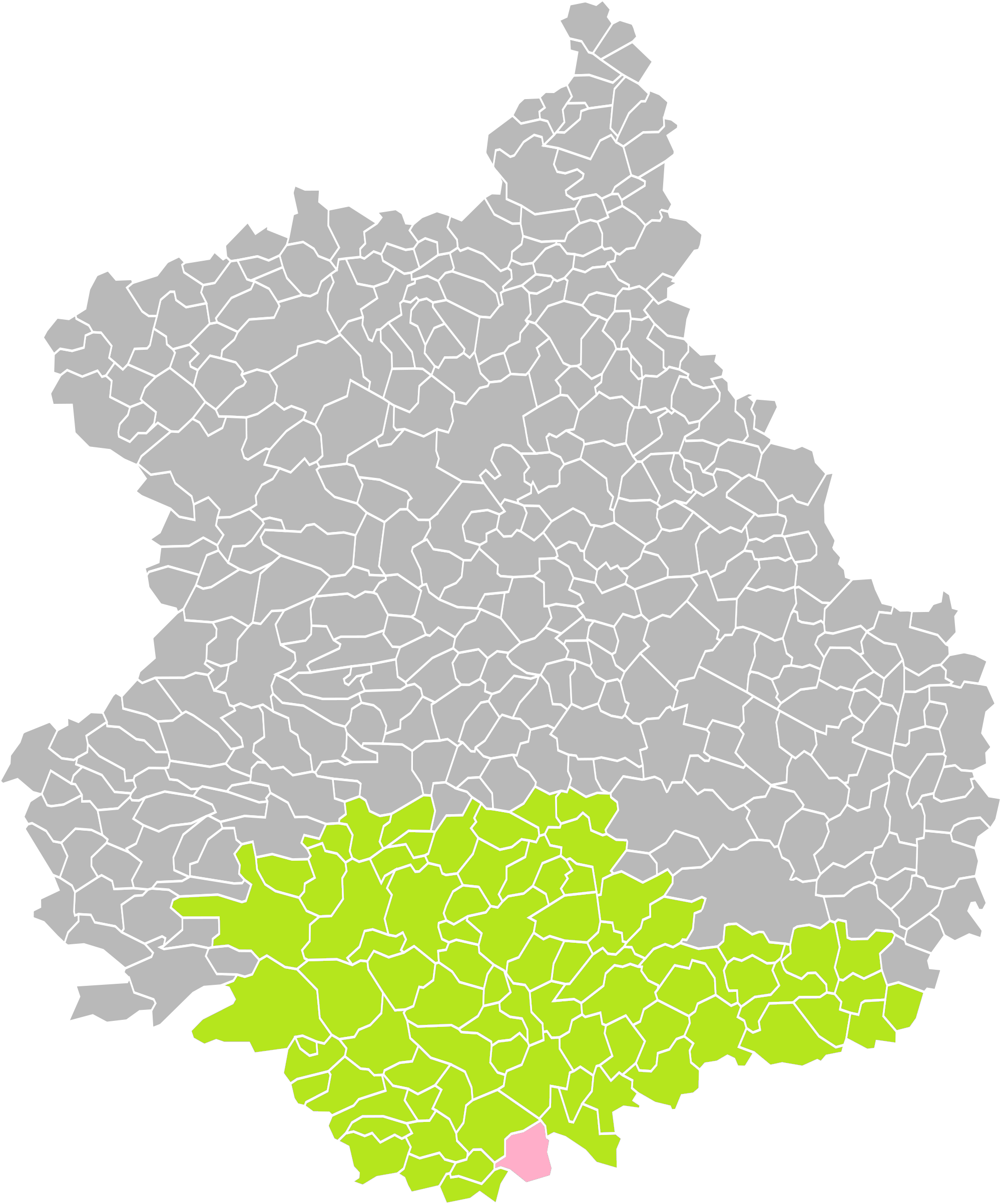
Le Mée dans son arrondissement.
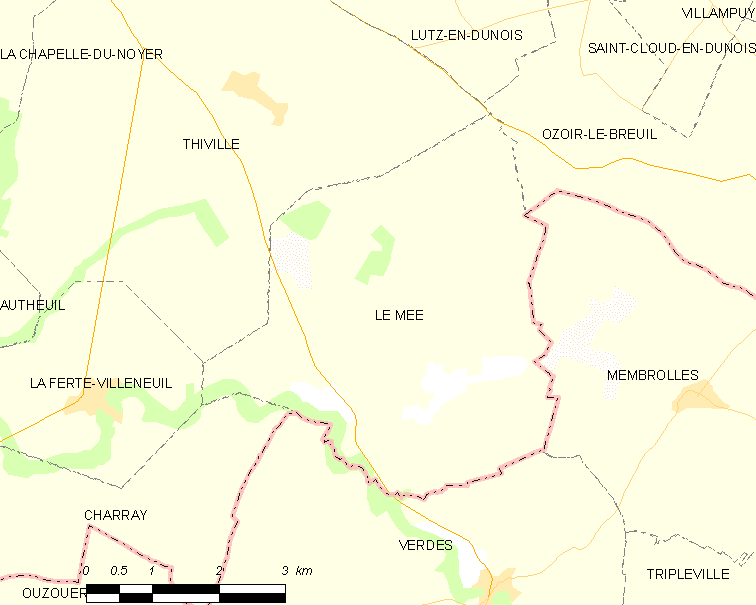
Carte de la commune du Mée.

### Communes et département limitrophes
|                     | Thiville              | Ozoir-le-Breuil           |
| La Ferté-Villeneuil | du Mée                | Membrolles (Loir-et-Cher) |
| Charray             | Verdes (Loir-et-Cher) |                           |

## Histoire

### XVeetXVIesiècles
En 1504, Guillaume du Plessis, seigneur du Mée, donne à l'abbaye Saint-Avit-les-Guêpières la métairie de la Lignetière, paroisse de Saint-Pellerin à l'occasion de l'entrée de sa fille Adrienne du Plessis dans ce monastère.

### XIXeetXXesiècles
- Entre le 29 janvier 1939 et le 8 février, plus de 2 000 réfugiés espagnols fuyant l'effondrement de la république espagnole devant les troupes de Franco, arrivent en Eure-et-Loir. Devant l'insuffisance des structures d'accueil (le camp de Lucé et la prison de Châteaudun rouverte pour l’occasion), 53 villages sont mis à contribution[2], dont Le Mée[3]. Les réfugiés, essentiellement des femmes et des enfants (les hommes sont désarmés et retenus dans le sud de la France), sont soumis à une quarantaine stricte, vaccinés, le courrier est limité, le ravitaillement, s'il est peu varié et cuisiné à la française, est cependant assuré[4]. Une partie des réfugiés rentrent en Espagne, incités par le gouvernement français qui facilite les conditions du retour, mais en décembre, 922 ont préféré rester et sont rassemblés à Dreux et Lucé[5].

- Le 1er janvier 2017, Le Mée est intégrée à la commune nouvelle de Cloyes-les-Trois-Rivières, avec statut de commune déléguée[6].

## Politique et administration

### liste des maires
| Période   | Période          | Identité         | Étiquette | Qualité |
| --------- | ---------------- | ---------------- | --------- | ------- |
| mars 2001 | mars 2008        | Bernard Madeline |           |         |
| mars 2008 | mars 2014        | Chantal Galès    |           |         |
| mars 2014 | 31 décembre 2016 | Pascal Lavainne  | SE        | Employé |

## Population et société

### Démographie
L'évolution du nombre d'habitants est connue à travers les recensements de la population effectués dans la commune depuis 1793. À partir du 1er janvier 2009, les populations légales des communes sont publiées annuellement dans le cadre d'un recensement qui repose désormais sur une collecte d'information annuelle, concernant successivement tous les territoires communaux au cours d'une période de cinq ans. 
Pour les communes de moins de 10 000 habitants, une enquête de recensement portant sur toute la population est réalisée tous les cinq ans, les populations légales des années intermédiaires étant quant à elles estimées par interpolation ou extrapolation. Pour la commune, le premier recensement exhaustif entrant dans le cadre du nouveau dispositif a été réalisé en 2008,.
En 2014, la commune comptait 264 habitants, en évolution de −1,12 % par rapport à 2009 (Eure-et-Loir : +1,94 %, France hors Mayotte : +2,49 %).
| 1793 | 1800 | 1806 | 1821 | 1831 | 1836 | 1841 | 1846 | 1851 |
| ---- | ---- | ---- | ---- | ---- | ---- | ---- | ---- | ---- |
| 369  | 393  | 367  | 429  | 532  | 515  | 507  | 522  | 543  |

| 1856 | 1861 | 1866 | 1872 | 1876 | 1881 | 1886 | 1891 | 1896 |
| ---- | ---- | ---- | ---- | ---- | ---- | ---- | ---- | ---- |
| 545  | 568  | 599  | 566  | 528  | 584  | 517  | 566  | 532  |

| 1901 | 1906 | 1911 | 1921 | 1926 | 1931 | 1936 | 1946 | 1954 |
| ---- | ---- | ---- | ---- | ---- | ---- | ---- | ---- | ---- |
| 519  | 515  | 517  | 401  | 430  | 414  | 405  | 391  | 342  |

| 1962 | 1968 | 1975 | 1982 | 1990 | 1999 | 2008 | 2013 | 2014 |
| ---- | ---- | ---- | ---- | ---- | ---- | ---- | ---- | ---- |
| 304  | 265  | 265  | 234  | 222  | 209  | 265  | 262  | 264  |

## Culture locale et patrimoine

### Lieux et monuments
- Château de Villebéton,  Inscrit MH (1995)[12] ;
- Église Sainte-Madeleine.

### Personnalités liées à la commune
- Le roi Louis XI séjourna à Villebéton dans cette commune du 21 au 22 août 1481[13].
- Le peintre Maximilien Luce (1858-1941) a peint la place du village avec l'église. Tirage en 1897 d'une lithographie en 60 exemplaires environ[réf. nécessaire].